# Łew Baczynski
Łew Wasylowycz Baczynski herbu Sas ukr. Лев Васильович Бачинський (ur. 15 lipca 1872 w Serafińcach, zm. 11 kwietnia 1930 w Grimmenstein w Austrii) – doktor praw, ukraiński polityk okresu Austro-Węgier i II Rzeczypospolitej, poseł do Reichsratu Przedlitawii (1907-1918), wiceprzewodniczący Rady Narodowej Zachodnioukraińskiej Republiki Ludowej (1918-1919), poseł na Sejm RP II kadencji.

## Życiorys
Urodził się 15 lipca 1872 w Serafińcach (obecnie wieś w rejonie horodeńskim obwodu iwanofrankiwskiego, Ukraina).
Uczył się w c. k. wyższym gimnazjum w Kołomyi (w 1884 ukończył Ia klasę wraz z Wasylem Stefanykiem, w 1891 otrzymał świadectwo dojrzałości). Ukończył prawo na uniwersytecie w Czerniowcach, gdzie również się doktoryzował.
Należał do ukraińskich stowarzyszeń oświatowych, był członkiem rady nadzorczej Towarzystwa Wzajemnego Kredytu „Dnister” i Hipotecznego Banku Ziemskiego we Lwowie, oraz dyrektorem Miejskiej Kasy Oszczędności w Stanisławowie.
W 1897 więziono go za działalność wymierzoną w państwo austriackie. W latach 1907–1911 (okręg Nr 59 Stanisławów – Obertyn – Tłumacz – Potok Złoty – Tyśmienica – Bohorodczany), 1911–1918 posłował do parlamentu w Wiedniu. W latach 1915–1916 był wiceprzewodniczącym Ogólnej Rady Ukraińskiej w Wiedniu.
W 1918 został wiceprezesem Rady Narodowej ZURL. Wydał publikację „Ukraina irredenta”, w której uzasadniał konieczność utworzenia suwerennego państwa ukraińskiego.
W II RP prowadził kancelarię prawną w Stanisławowie. Związany z ukraińskim ruchem lewicowym: był członkiem kierownictwa Ukraińskiej Partii Radykalnej, jak również przewodniczącym Zarządu Głównego Ukraińskiej Partii Socjalistyczno-Radykalnej (1922–1930).
W 1928 aresztowany przez władze polskie – oficjalnie podano, że omyłkowo, przeproszono, i zarządzono skrupulatne śledztwo.
Posłował na Sejm II kadencji (z okręgu Stanisławów). Zmarł na kuracji w Austrii.